# Zilje
Zilje este o localitate din comuna Črnomelj, Slovenia, cu o populație de 184 de locuitori.